# Geología del Pacífico

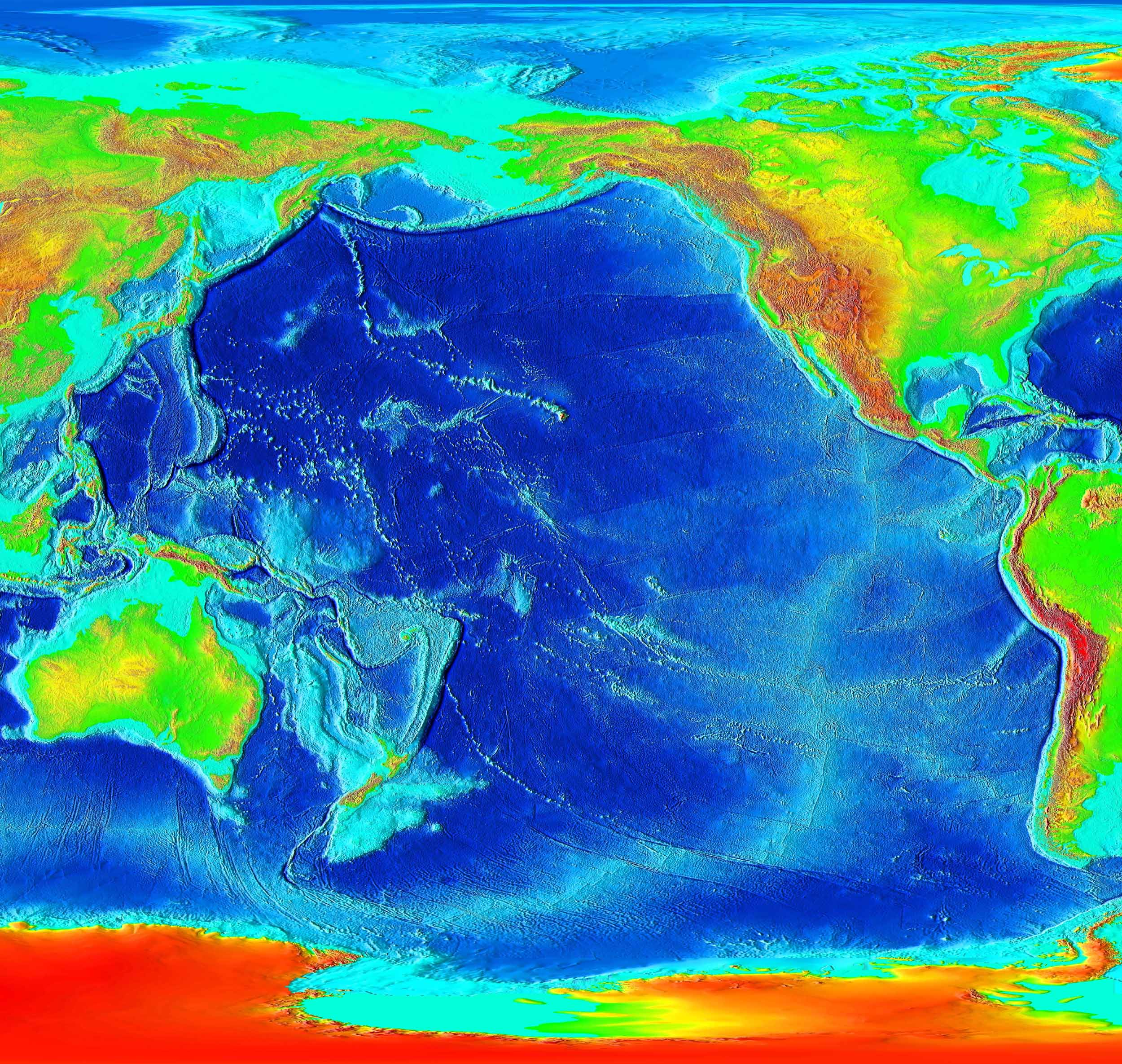
El Pacífico está rodeado por muchos volcanes y fosas oceánicas.

El Océano Pacífico evolucionó en el Mesozoico a partir del Océano Pantalásico, que se había formado cuando Rodinia se dividió alrededor de 750 Ma El primer suelo oceánico que forma parte de la actual Placa del Pacífico comenzó hace 160 Ma al oeste del Pacífico central y posteriormente se convirtió en la placa oceánica más grande de la Tierra.
La Dorsal del Pacífico Oriental, cerca de la Isla de Pascua, es la dorsal medioceánica de más rápida expansión, con una tasa de expansión de más de 15 cm/año. La Placa del Pacífico se mueve generalmente hacia el noroeste entre 7 y 11 cm/año mientras que la Placa de Juan de Fuca tiene un movimiento este-noreste de unos 4 cm/año.
La mayoría de las zonas de subducción alrededor del borde del Pacífico se alejan de una gran área en el Pacífico sur. En el límite entre el núcleo y el manto debajo de esta área hay una gran provincia de baja velocidad de corte (LLSVP por sus siglas en inglés). La mayoría de los puntos calientes del Pacífico están ubicados por encima del LLSVP, mientras que las pistas más largas de los hotspots del Pacífico están ubicadas en sus límites o cerca de ellos, apuntando a las posiciones de las grandes provincias ígneas.
Charles Darwin propuso una teoría que explicaba la existencia de los arrecifes por medio del hundimiento lento del fondo oceánico. Sus teorías han sido verificadas y ampliadas en el desarrollo de la tectónica de placas.

## Historia

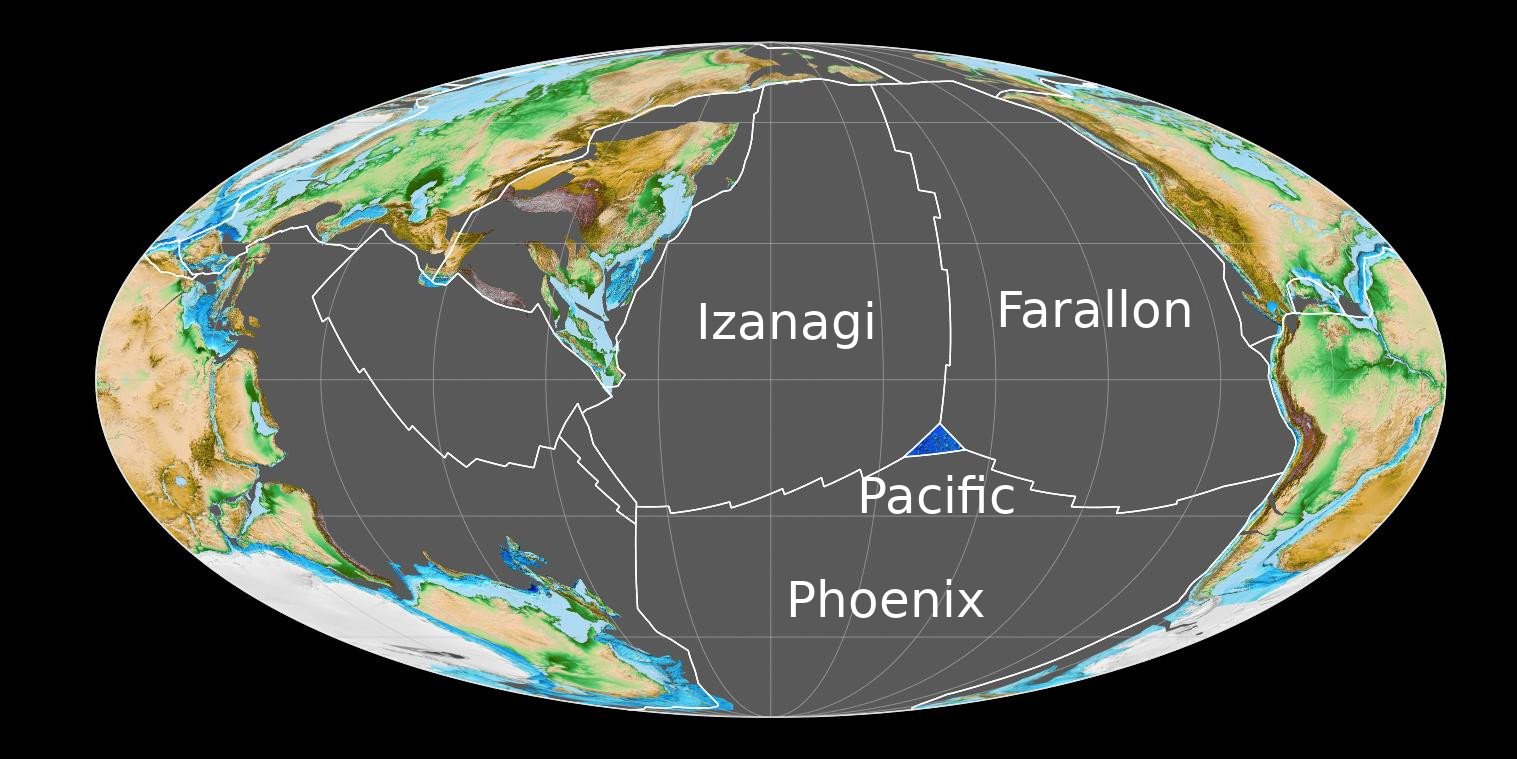
Nacimiento de la Placa del Pacífico hace 180 millones de años

En el Jurásico Temprano, el supercontinente Pangea estaba rodeado por el superocéano Panthalassa, cuyo suelo oceánico estaba compuesto por las placas de Izanagi, Farallón y Phoenix. Estas tres placas se unieron en una triple unión cresta-cresta-cresta migratoria, o inestable, a partir de la cual la Placa del Pacífico comenzó a crecer hace 190 millones de años en un área al este de la Fosa de las Marianas; esta área, conocida como el Triángulo del Pacífico, es la parte más antigua de la Placa del Pacífico y, por lo tanto, el fondo oceánico más antiguo del Pacífico. Extendiéndose lateralmente desde este triángulo se encuentran las alineaciones magnéticas hawaiana, japonesa y de Phoenix, los primeros rastros de cómo la placa del Pacífico comenzó a crecer cuando una triple unión cresta-cresta-cresta se dividió en tres uniones triples. Prácticamente las tres placas pantalásicas ahora se han subducido debajo de los continentes circundantes, pero sus tasas de expansión se han conservado en las alineaciones magnéticas alrededor del Triángulo del Pacífico.
En el Pacífico Norte, anomalías magnéticas al sur de las Islas Aleutianas indican la presencia de una placa tectónica ahora casi completamente subducida, conocida como la Placa de Kula, que probablemente existió desde el Cretácico Superior hasta el Eoceno ( c. 83–40 Ma). Esta placa probablemente se separó de la Placa de Farallón, y cuando la subducción en el Pacífico Norte se desplazó de Siberia a la Fosa de las Aleutianas c. 50 Ma, cesó la expansión entre la placa de Kula y la placa del Pacífico.
La Placa del Pacífico siguió creciendo y las alineaciones al sur del Triángulo del Pacífico indican que la cordillera del Pacífico-Phoenix permaneció como un simple sistema de expansión con tendencia N–S 156–120 Ma. Tras la formación y disolución de la gran provincia ígnea Ontong Java - Hikurangi - Manihiki hace 120 Ma, sin embargo, la Placa de Phoenix se rompió en varias placas tectónicas más pequeñas. La complejidad de las lineaciones del Pacífico Medio y de Magallanes indican la presencia de una serie de microplacas alrededor de la triple unión Pacífico-Phoenix-Farallon.
La Placa de Farallón se hundió bajo Norteamérica desde finales del Mesozoico, mientras que la expansión entre las placas del Pacífico y Farallón se inició hace 190 Ma y duró hasta la ruptura de la Placa de Farallón hace 23 Ma. Durante el Cenozoico, la placa de Farallón se dividió a lo largo del margen del Pacífico oriental en las placas de Kula, Juan de Fuca y Cocos.

## Orígenes geológicos de las islas del Pacífico
Las islas del Pacífico se han desarrollado de varias maneras. Algunos se han originado como cadenas de islas volcánicas en las placas tectónicas, ya sea como resultado de plumas del mantélicas o por propagación de fracturas. Se han desarrollado atolones en aguas tropicales cuando, después de que los volcanes se hunden, el crecimiento de coral da como resultado arrecifes, como lo demuestran las Islas Cook. Los arrecifes de coral pueden convertirse en islas sobre un volcán extinto sumergido tras un levantamiento, como en las islas Makatea y Rennell en el archipiélago de Salomón, que tienen escarpados acantilados de coral de más de 100 metros de altura.
La Placa del Pacífico emigra al noreste hacia extensas fosas de subducción. Al sur de Japón, los arcos de las islas Izu-Bonin y Mariana (IBM) se formaron frente a una placa marina filipina que gira en el sentido de las agujas del reloj. Las trincheras de IBM comenzaron a crecer en longitud c. 40 millones de años, abriendo cuencas de arco posterior en el mar de Filipinas. Entre 30 y 17 millones de años, la vejez del fondo del Océano Pacífico en subducción (110-130 Ma) dio como resultado una migración de fosas muy rápida y nuevas cuencas de antearco que se abrieron detrás de las fosas.
El suelo oceánico del Océano Pacífico está compuesto por nueve placas tectónicas oceánicas, todas ubicadas en el sureste, donde la Dorsal del Pacífico Oriental separa la Placa del Pacífico de las placas Antártica, de Juan Fernández, de Nazca, de Pascua, de Galápagos, de Cocos, de Rivera y de Juan de Fuca. En el Pacífico occidental y sudoccidental, los bloques continentales y las cuencas de antearco forman una de las regiones más complejas del mundo que se extiende desde Japón hasta Nueva Zelanda.
Los movimientos de las placas también han causado que fragmentos de corteza continental se alejen de las masas terrestres para formar islas. Zealandia, que se separó de Gondwana hace 70 millones de años con la expansión del mar de Tasmania, ha dado lugar desde entonces a protuberancias insulares como Nueva Zelanda y Nueva Caledonia . Las causas relacionadas con la formación de islas incluyen obducción y subducción en los límites de las placas convergentes. Malaita y Ulawa en las Islas Salomón son resultado de la obducción, mientras que los efectos de la subducción se pueden ver en la formación de arcos insulares volcánicos como el Arco de las Aleutianas frente a Alaska y la zona de subducción Kermadec-Tonga al norte de Nueva Zelanda.

## Línea de andesita
A lo largo del borde de la cuenca del Pacífico hay límites de placas convergentes a los que a menudo se hace referencia como la línea de andesita, ya que la andesita orogénica está asociada con este límite. Esta línea a menudo, pero erróneamente, se confunde con los límites de la Placa del Pacífico o la cuenca del Pacífico; la línea de andesita, sin embargo, también incluye las placas de Juan de Fuca, Cocos y Nazca en su límite oriental. Este límite petrológico separa la roca ígnea máfica más profunda de la cuenca del Pacífico Central de las áreas continentales parcialmente sumergidas de roca ígnea félsica en sus márgenes. Fuera de la línea de andesita, el vulcanismo es explosivo; el Cinturón de Fuego del Pacífico es el cinturón de vulcanismo explosivo más importante del mundo. Este lleva el nombre de varios cientos de volcanes activos que se asientan sobre las distintas zonas de subducción.
En 2009, la erupción submarina más profunda jamás registrada ocurrió en el volcán submarino Mata Oeste, una milla bajo el océano, cerca de la  fosa de Tonga-Kermadec, dentro del Anillo de Fuego; fue filmado por el sumergible robótico estadounidense Jason que descendió más de 1100 metros (1203,0 yd).

## Terremotos
En marzo y abril de 2008, un enjambre sísmico de temblores moderados ocurrió cerca y dentro de la Zona de Fractura Blanco. El enjambre comenzó el 30 de marzo cuando más de 600 temblores mensurables comenzaron a ocurrir al norte de la zona dentro de la Placa de Juan de Fuca. Una década antes, en enero de 1998, se detectó otro enjambre en el monte submarino Axial en la dorsal de Juan de Fuca. En el momento de su aparición, los científicos ni siquiera sabían que existía una serie de fallas en esta placa. En una región remota del Océano Pacífico central, en la sección sureste de las islas Gilbert, se produjo un gran enjambre de terremotos intraplaca entre diciembre de 1981 y marzo de 1983, sin que se haya informado previamente de sismicidad en esta región. Se detectó otro enjambre en la zona de fractura de las islas de la Reina Carlota en agosto-septiembre de 1967.